# Park Dong-ju
Dans ce nom coréen, le nom de famille, Park, précède le nom personnel.
Pour les articles homonymes, voir Park.
Park Dong-ju (en hangeul : 박동주), né le 27 mars 1963, est un cavalier sud-coréen de concours complet.

## Carrière
Aux Jeux olympiques d'été de 1988 à Séoul, Park est 28e de l'épreuve individuelle et fait partie de l'équipe qui termine septième.